# Pont de la rue de l'Ourcq
Le pont de la rue de l'Ourcq est un pont franchissant le canal de l'Ourcq, dans le 19e arrondissement de Paris.

## Situation et accès
Il franchit le canal de l'Ourcq, pour relier les deux parties de la rue de l'Ourcq.

## Origine du nom
Il porte le nom de la rue qui y conduit.